# Alopecosa inderensis
Alopecosa inderensis là một loài nhện trong họ Lycosidae.
Loài này thuộc chi Alopecosa. Alopecosa inderensis được A. V. Ponomarev miêu tả năm 2007.